# Coverdale-Page
Singles
1. Pride and Joy
Sortie : février 1993
2. Shake My Tree
Sortie : mai 1993
3. Take Me for a Little While
Sortie : juillet 1993
4. Take a Look at Yourself
Sortie : octobre 1993

Coverdale•Page est un album de hard rock, réalisé et interprété par le guitariste Jimmy Page (Led Zeppelin) et le chanteur David Coverdale (Whitesnake, Deep Purple). Il sort le 27 mars 1993 sur le label Geffen Records aux États-Unis et EMI Group en Europe. Il est produit par Jimmy Page, David Coverdale et le producteur canadien Mike Fraser.

## Développement
L'album est enregistré aux Little Mountain Sound Studios de Vancouver au Canada, aux Studios Criteria de Miami et Highbrow Productions, Hook City ainsi qu'aux Studios Abbey Road de Londres en Angleterre. L'enregistrement commence à la fin de l'année 1992 et se conclut au début de l'année 1993. Le duo avait entre 50 et 60 titres disponibles et l'un d'eux, la chanson Shake My Tree est basé sur un riff de guitare que Jimmy Page avait écrit pour l'album de Led Zeppelin In Through the Out Door, mais n'ayant pas réussi a convaincre les autres membres du groupe, l'idée fut abandonnée. Six autres morceaux aurait été enregistrés par Page et Coverdale dont Saccharin, Good Love  et Southern Comfort .
Cet album studio marque pour Jimmy Page, le retour au hard rock et au succès commercial, depuis la fin de Led Zeppelin.
La stagnation des ventes de billets pour un tour du monde après les concerts au Japon entraîne la fin du partenariat. Page rejoint alors Robert Plant pour le projet "No Quarter: Jimmy Page and Robert Plant Unledded" de MTV et David Coverdale commence la production de son nouvel album Restless Heart.
L'album entre directement à la 5e place du Billboard 200 aux États-Unis où il est certifié disque de platine pour plus d'un million d'album vendus. Il atteint aussi cette 5e place au Canada. En Europe, il se classe à la 4e place des charts britanniques. Il fait une apparition (4 semaines) et une 38e place dans le classement des meilleures ventes en France.

## Titres
Tous les titres sont signés par David Coverdale et Jimmy Page.
1. Shake My Tree - 4:50
2. Waiting On You - 5:15
3. Take Me for a Little While - 6:17
4. Pride and Joy - 3:32
5. Over Now - 5:22
6. Feeling Hot - 4:10
7. Easy Does It - 5:51
8. Take a Look at Yourself - 5:02
9. Don't Leave Me This Way - 7:52
10. Absolution Blues - 6:00
11. Whisper a Prayer for the Dying  - 6:54

## Musiciens
- David Coverdale - chant, guitare acoustique sur Pride and Joy et Easy Does It
- Jimmy Page - guitare électrique et acoustique, basse six-cordes sur Take Me for a Little While, dulcimer et harmonica électrique sur Pride and Joy
- Jorge Casas - basse
- Ricky Phillips - basse (titres 7, 10)
- Lester Mendez - claviers (titres 3, 5, 7-11), percussions (titre 7)
- Denny Carmassi - batterie, percussions
- John Harris - harmonica (titres 1, 4)
- Tommy Funderburk - chœurs (titres 2, 6, 7, 10 & 11)
- John Sambataro - chœurs (titres 2, 6, 10 & 11)

## Charts et certifications
| Pays             | Durée du classement | Meilleur classement |
| ---------------- | ------------------- | ------------------- |
| Allemagne        | 16 semaines         | 27e                 |
| Australie        | 5 semaines          | 25e                 |
| Canada           | 18 semaines         | 5e                  |
| États-Unis       | 24 semaines         | 5e                  |
| France           | 4 semaines          | 38e                 |
| Norvège          | 5 semaines          | 11e                 |
| Nouvelle-Zélande | 7 semaines          | 9e                  |
| Pays-Bas         | 9 semaines          | 55e                 |
| Royaume-Uni      | 8 semaines          | 4e                  |
| Suède            | 5 semaines          | 8e                  |
| Suisse           | 8 semaines          | 16e                 |

| Pays        | Certification | Ventes      | Date       |
| ----------- | ------------- | ----------- | ---------- |
| Canada      | Platine       | 100 000 +   | 30/03/1993 |
| États-Unis  | Platine       | 1 000 000 + | 07/04/1995 |
| Royaume-Uni | Argent        | 60 000 +    | 01/04/1993 |

### Charts singles
| Année | Single                     | Chart                  | Durée du classement | Position |
| ----- | -------------------------- | ---------------------- | ------------------- | -------- |
| 1993  | Pride and Joy              | Mainstream Rock Tracks | —                   | 1er      |
| 1993  | Pride and Joy              | RPM Top Singles        | 11 semaines         | 50e      |
| 1993  | Shake My Tree              | Mainstream Rock Tracks | —                   | 3e       |
| 1993  | Shake My Tree              | RPM Top Singles        | 4 semaines          | 81e      |
| 1993  | Take Me for a Little While | bubbling Under Hot 100 | —                   | 15e      |
| 1993  | Take Me for a Little While | Mainstream Rock Tracks | —                   | 15e      |
| 1993  | Take Me for a Little While | UK Singles Chart       | 2 semaines          | 29e      |
| 1993  | Take Me for a Little While | RPM Top Singles        | 6 semaines          | 77e      |
| 1993  | Over Now                   | Mainstream Rock Tracks | —                   | 24e      |
| 1993  | Take a Look at Yourself    | UK Singles Chart       | 1 semaines          | 43e      |

## Sources
- (en) Cet article est partiellement ou en totalité issu de l’article de Wikipédia en anglais intitulé « Coverdale-Page » (voir la liste des auteurs).